# Scrophularia kakudensis
Scrophularia kakudensis är en flenörtsväxtart som beskrevs av Adrien René Franchet. Scrophularia kakudensis ingår i släktet flenörter, och familjen flenörtsväxter. Utöver nominatformen finns också underarten S. k. toyamae.